# Sprängning

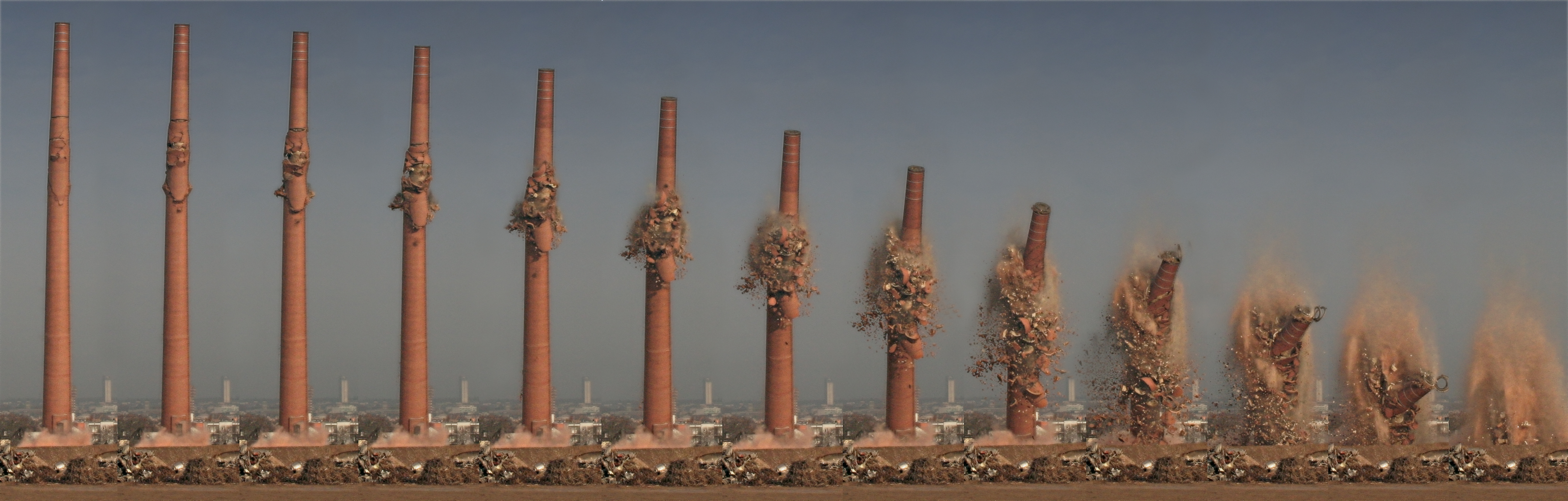
Sprängning av skorsten i Frankfurt.

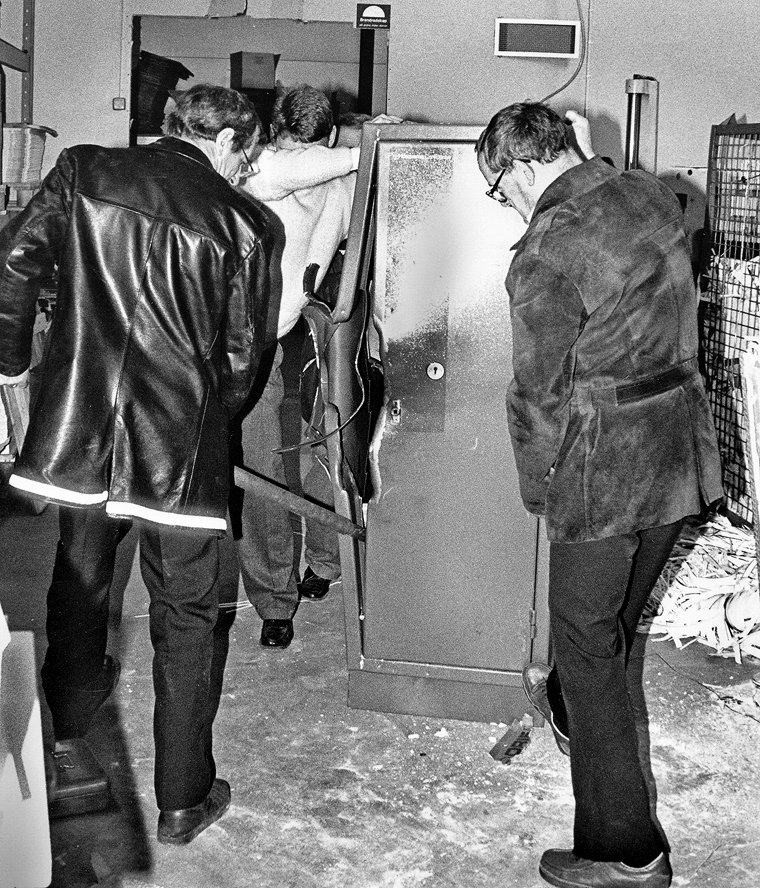
En polistekniker försöker bända upp ett värdeskåp efter en misslyckad sprängkupp i Malmö 1986.

Sprängning är användandet av explosivämnen för att skapa explosioner.
Man spränger bland annat i gruvdrift, rivning, anläggning av tunnlar, vägar och byggnader.
Vid sprängning i berg måste man först borra hål i berget för att få bra resultat. När man spränger frilagt berg i närheten av människor och byggnader är det vanlig att man lägger över det som ska sprängas med stora mattor av gummi (vanligen tillverkade av gamla bil- eller traktordäck sammanfogade i överlappande lager med hjälp av grova vajrar) för att begränsa risken att stenar flyger omkring.  
Då omgivningen inte tål vibrationer finns alternativ metoder som bergspräckning, eller man vill ha en slät yta, wiresågning. 

## I media
Medieskribenter i Sverige använder uttrycket sprängning om den våg av sprängattentat utförda av gängkriminella i Sverige.